# Pin de Himalaya
Pinus wallichiana este o specie de plante conifere perene, originară din munții Himalaya, Karakoram și Hindukuș, de la estul Afganistanului la nord-estul Pakistanului și de la nord-vestul Indiei până la Yunnan, în sud-vestul Chinei. Crește în văile munților la altitudini de 1800-4300 m, atingând 30–50 m înălțime.